# 吳澤遠
吳澤遠（？—？），清朝官員，本籍湖北。監生出身。

## 生平
吳澤遠於1769年（乾隆34年）接替錢廉，於台灣台北地區擔任台灣府淡水廳新莊巡檢一職，是大台北地區的地方父母官。